# Scopula separata
Scopula separata är en fjärilsart som beskrevs av Walker 1875. Scopula separata ingår i släktet Scopula och familjen mätare. Inga underarter finns listade.